# دايفيد شيرمر
دايفيد شيرمر (بالألمانية: David Schirmer)‏ (و. 1623 – 1686 م) هو شاعر، وأمين مكتبة، وكاتب ألماني، توفي في درسدن، عن عمر يناهز 63 عاماً.